# Врис, Ганс Вредеман де
Ганс Вредеман де Врис, Ханс Фредеман де Фрис, Ян или Йохан Фризио (нидерл. Hans Vredeman de Vries, Jan de Vries, Johan Frisio; 1527, Леуварден — 1607, Гамбург) — нидерландский архитектор, живописец и гравёр, художник-декоратор, теоретик архитектуры и перспективы. Он был искусным рисовальщиком, известным своими перспективными фантазиями и сочинением причудливых архитектурных орнаментов, вдохновлённых произведениями Себастьяно Серлио и художников итальянского маньеризма школы Фонтенбло. «Рудольфинец» — работал при дворе императора Священной Римской империи германской нации Рудольфа II Габсбурга в Праге.

## Биография
Ганс Вредеман де Врис согласно данным нотариальной грамоты 1560 года и сообщению историографа Карела ван Мандера родился в 1527 году в Леувардене (Фрисландия) в семье немецких эмигрантов. В семье были художники и музыканты. Сначала Ганс обучался плотницкому ремеслу, а затем между 1544 и 1546 годами был учеником живописца по стеклу Рийнера Геррица, или Рейера Герритсена.
В 1546 году он переехал в Кампен и приступил к работе в мастерской живописца Эрнста Мелера. В сентябре 1548 года был зарегистрирован как гражданин Антверпена. В сентябре 1549 года Врис участвовал в качестве плотника-строителя в создании декораций для празднеств, посвящённых прибытию в Антверпен императора Карла V и его сына, наследника Филиппа. Встречался с художником Питером Куком ван Альстом.
Затем он переехал в Мехелен, где оставался до 1661 года. В Антверпене он мог видеть гравюры Иеронима Кока, в которых присутствовали мотивы искусства итальянского Возрождения, и, возможно, познакомиться с мантуанским художником-маньеристом Джорджо Гизи (1520—1582), находившимся в Антверпене в 1554 году. Он также был учеником Михаэля Кокси и сотрудничал с Питером Брейгелем Старшим для издателя гравюр Иеронима Кока, там же стал членом местной гильдии Святого Луки.
Художнику приходилось много странствовать: он уехал в провинцию Льеж, где оставался до 1575 года, когда смог вернуться в Антверпен после мирных переговоров в Бреде. Там он занимался фортификационными работами по обороне города. Но после 1585 года бежал из Антверпена из-за оккупации испанскими войсками Алессандро Фарнезе. Как протестант, он должен был покинуть город в течение двух лет. В 1586 году он написал «Аллегорию Антверпенского Возрождения» и в том же году по экономическим причинам отправился во Франкфурт-на-Майне.
С 1587 по май 1589 года он работал архитектором при дворе Юлиуса фон Брауншвейг-Люнебурга в Вольфенбюттеле. Там он сделал серию рисунков на тему «Четыре времени года». После смерти своего покровителя 3 мая 1589 года он был уволен его преемником и отправился в Брауншвейг, где, по сведениям ван Мандера, работал до 1591 года. Между 1591 и 1592 годами он жил в Гамбурге с изгнанниками из Антверпена, такими как ювелир Якоб де Моор, для которого он создал картину в церкви Святого Петра. До 1596 года по просьбе городского Совета Данцига занимался строительством фортификационных сооружений. C 1596 по 1599 год Вредеман де Врис вместе с учеником и помощником Хендриком Артсом работал над оформлением интерьеров и росписями плафонов замка императора Рудольфа II в Праге. Архитектор также представил императору Рудольфу планы строительства большого дворца и парка с фонтанами. Затем он снова посетил Гамбург (где его сын Пауль был занят работами для императора), вернулся в Нидерланды, до 1606 года живя между Амстердамом и Гаагой.
В 1604 году Вредеман де Врис подал прошение принять его в качестве лектора по архитектуре в Лейденский университет, но получил отказ, несмотря на покровительство принца Морица.
Позднее вернулся в Гамбург, где и умер в 1609 году.

## Творчество
Ганс Вредеман де Врис внимательно изучал архитектурную теорию по трактатам Витрувия и Себастьяно Серлио (в переводе его учителя Питера Кука ван Альста). Результатами его изысканий стали отличное знание архитектурных форм и теории архитектурной перспективы. В его собственном художественном творчестве главное место занимает изображение архитектуры, часто причудливой и даже фантастичной.
В 1555 году вышел первый сборник гравюр по рисункам Вредемана — «Книга картушей»; в 1565 году — книга об архитектурных ордерах (Dorica et Jonica; et Corinthia et Composita). В 1583 году был опубликован трактат «Изящные и многообразные формы садов, архитектонически оформленных в соответствии с архитектурным стилем» (Hortorum viridariorumque elegantes et multiplicis formae ad architectonicae artis normam affabre delineatae). В 1601 году появился трактат «Разные архитектурные формы» (Variæ architecturæ formæ). Далее последовали и другие трактаты об архитектуре по сочинению Витрувия (1598) и о перспективе (1604, 1639).

 В гравюрах к трактату «Разные архитектурные формы» Вредеман де Врис показал композиции, полные немыслимой архитектуры с перспективами улиц, нагромождениями арок, колоннад, балюстрад, фонтанов… Их стиль — соединение итальянского маньеризма и фламандского барокко — отличается сумбуром архитектурного декора различных ордеров, пышностью орнамента бандельверк, вероятно под влиянием Корнелиса Флориса, причудливостью перспективных построений, дробностью формы
В Праге при дворе императора Рудольфа Ганс Вредеман де Врис внёс значительный вклад в формирование оригинальной «рудольфинской школы» маньеристического искусства. Сыновья Вриса Старшего, Пауль (1567—после 1630) и Саломон, также были художниками; Якоб Вредеман де Врис — капельмейстером и композитором. Пауль работал в основном как живописец, в 1630 году опубликовал два альбома гравюр — проектов мебели и декора интерьера в маньеристично-барочном стиле.
«Графические фантазии отца и сына повторялись в картинах фламандских живописцев и рудольфинцев в Праге, и их роль в развитии интернационального маньеризма схожа с тем значением, которое несколько ранее имели для искусства французского Ренессанса гравюры Ж.-А. Дюсерсо»
Учениками Вриса Старшего были Х. ван Стейнвейк Старший и Ливен де Кей.

## Иллюстрации к архитектурным трактатам

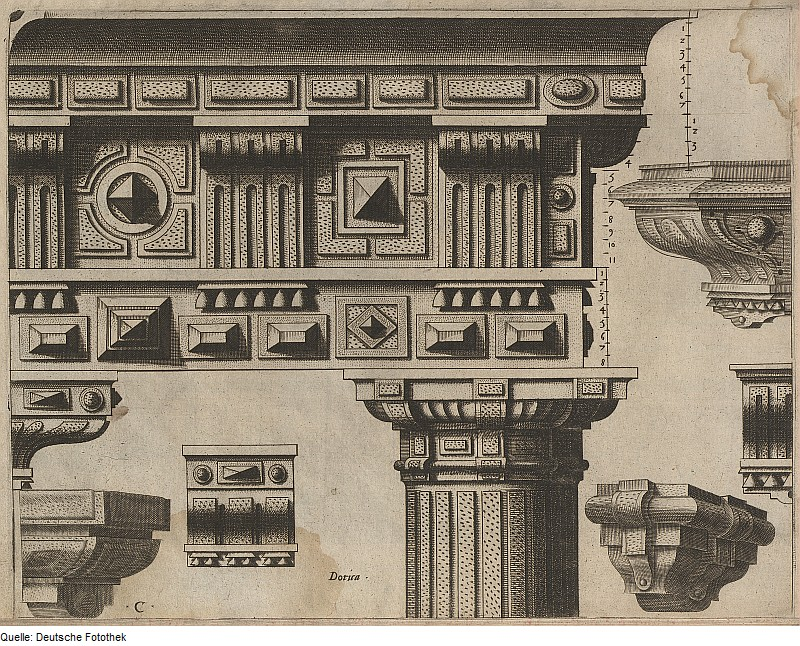
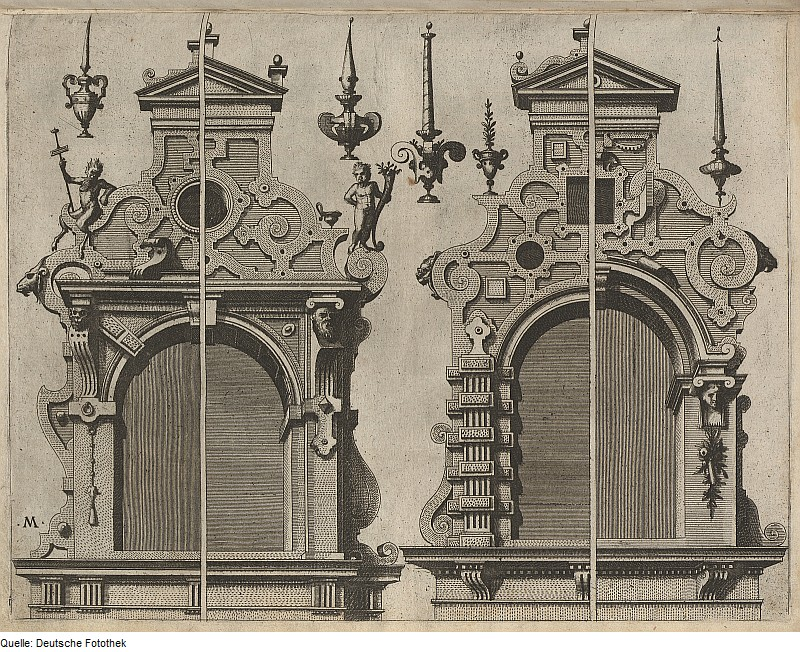
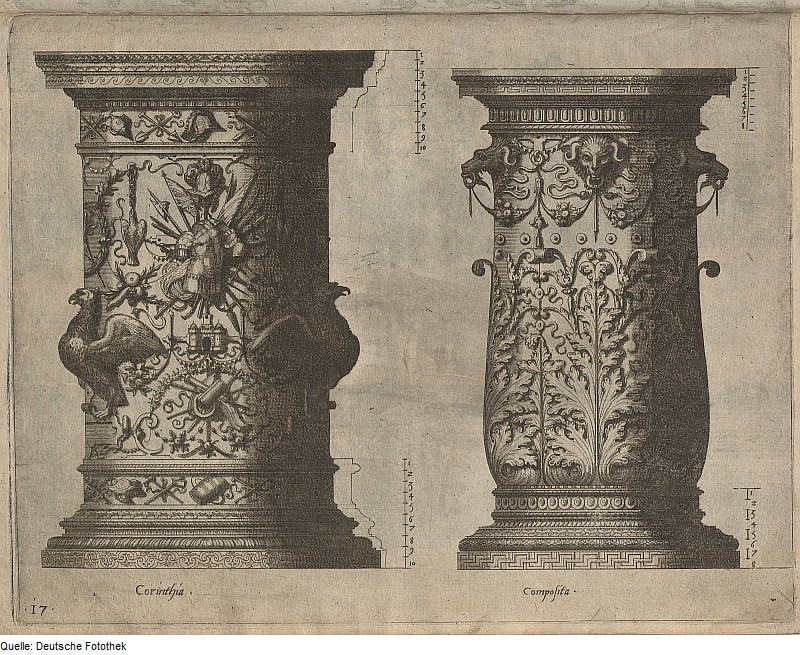
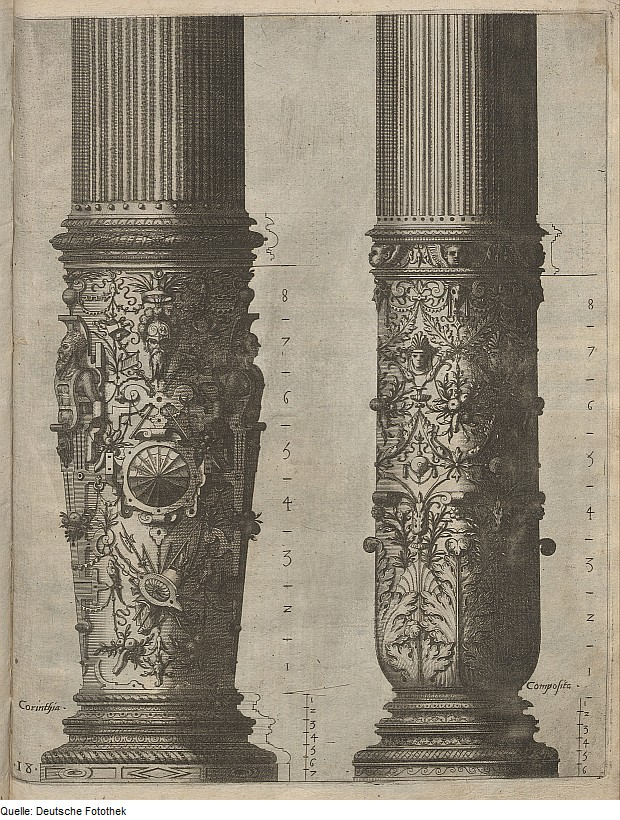
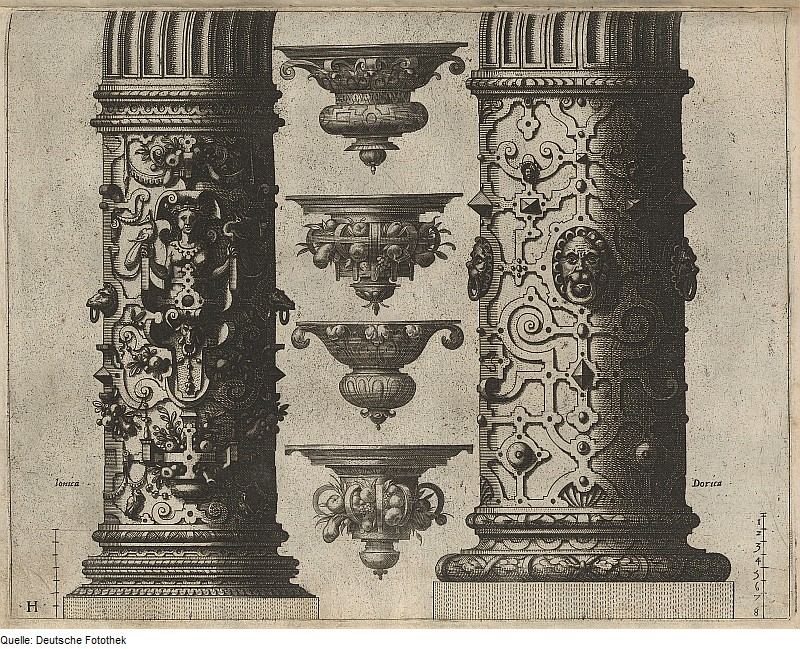
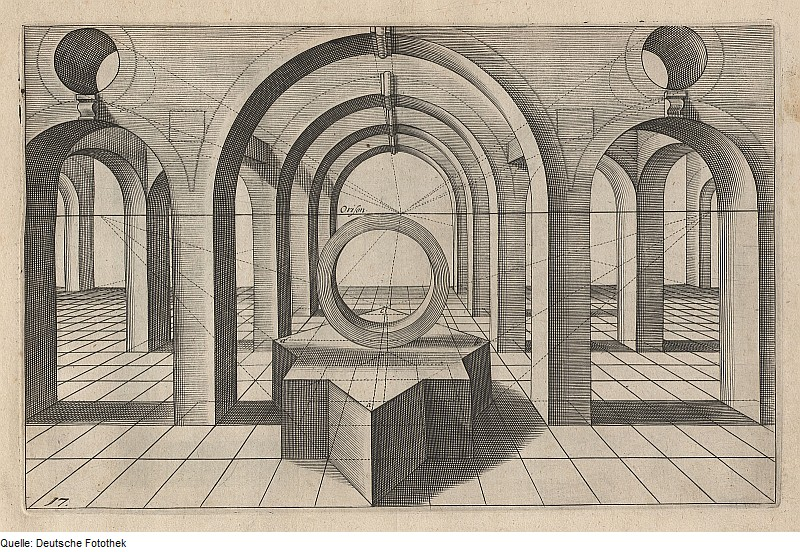
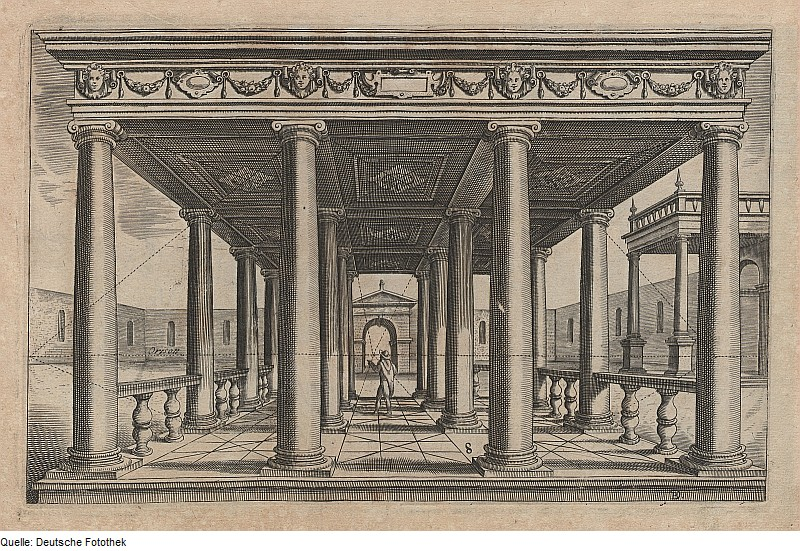
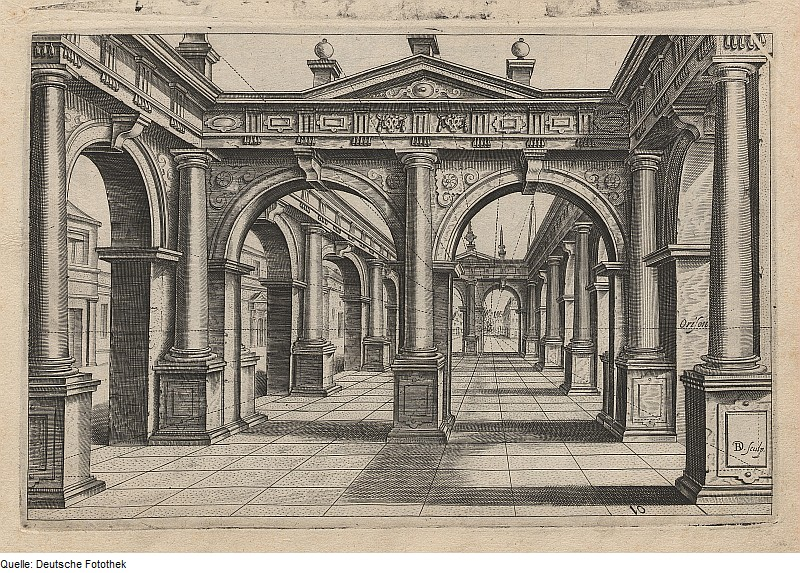
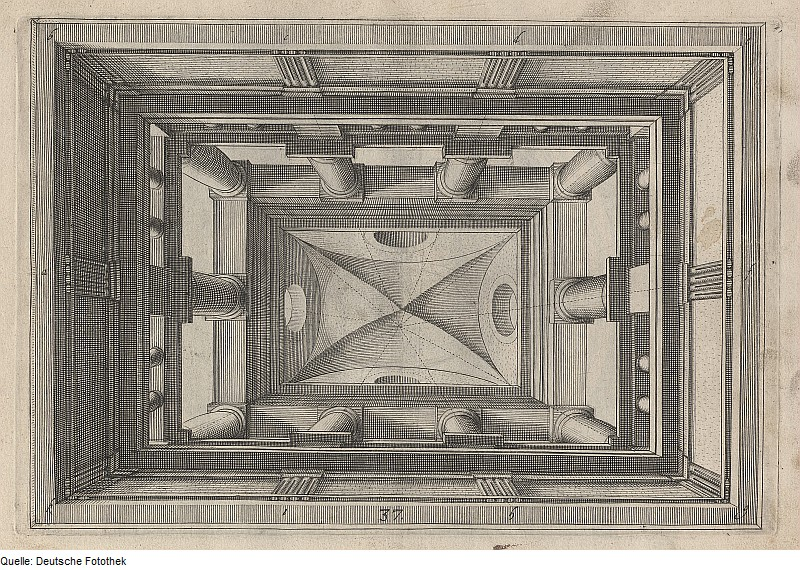

## Галерея

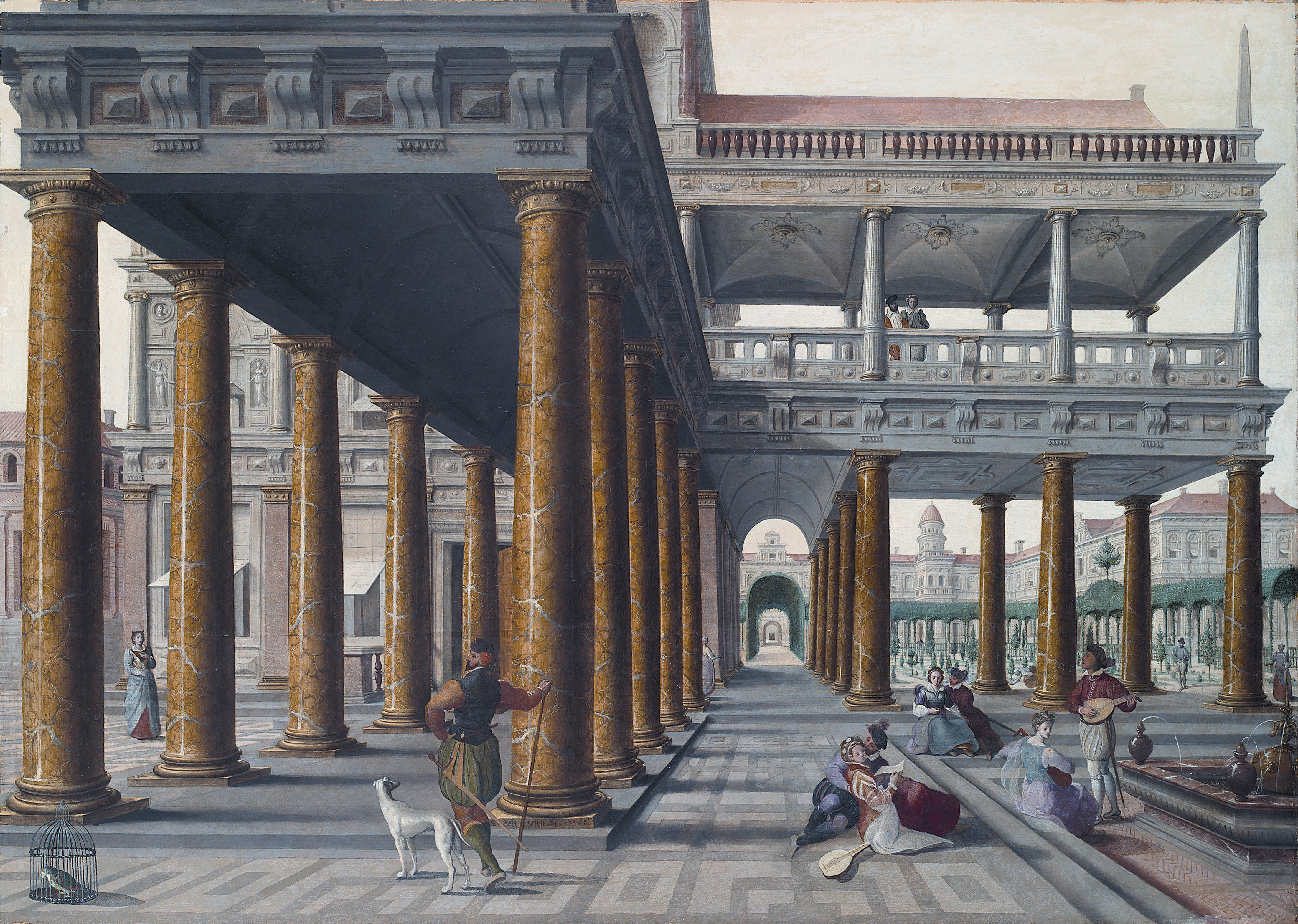
Архитектоническое каприччио с фигурами. 1568. Дерево масло. Музей изобразительных искусств Бильбао, Испания
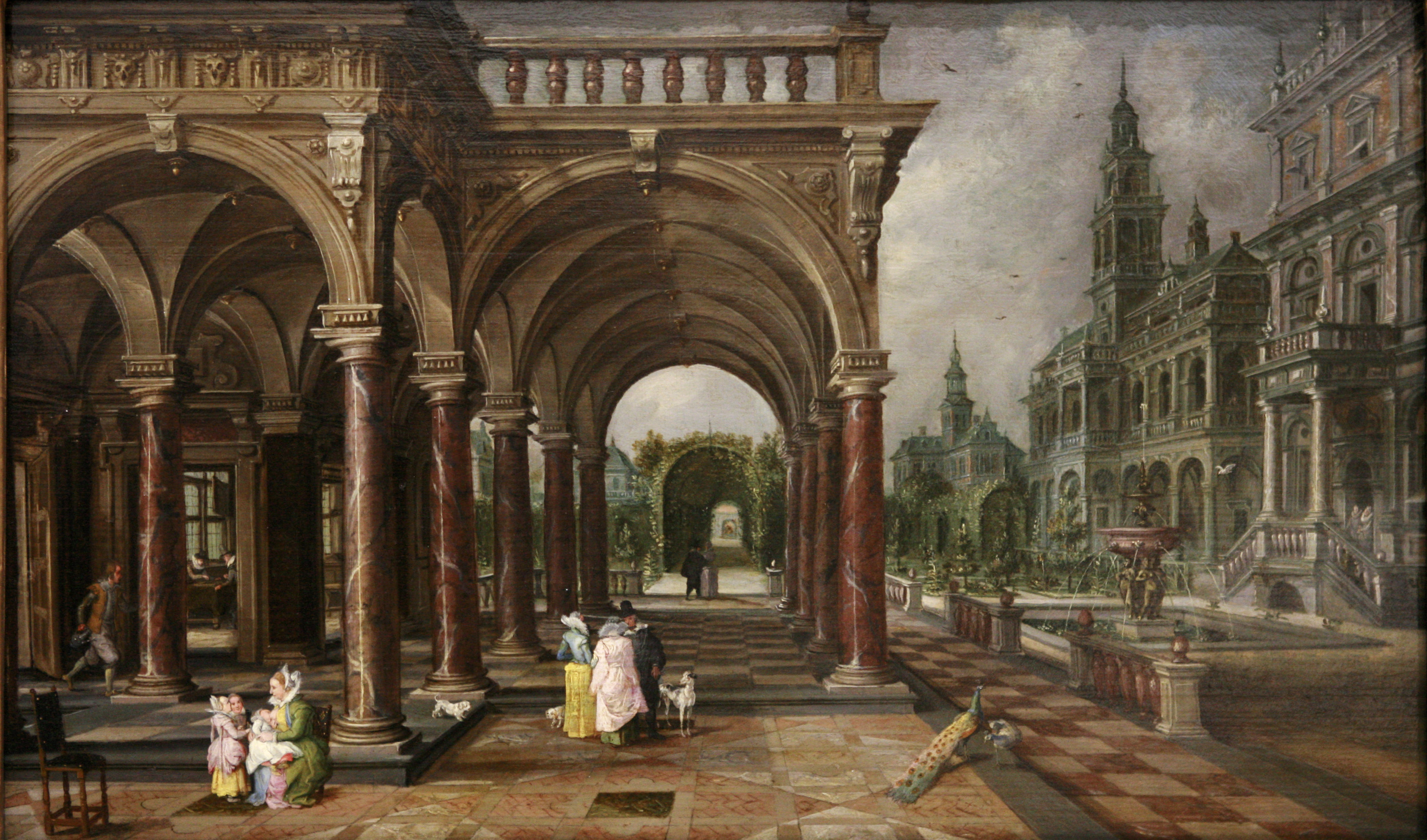
Здания и сады. Совместно с Я. Брейгелем Старшим. Между 1542 и 1607. Дерево, масло. Дворец Рогана, Страсбург
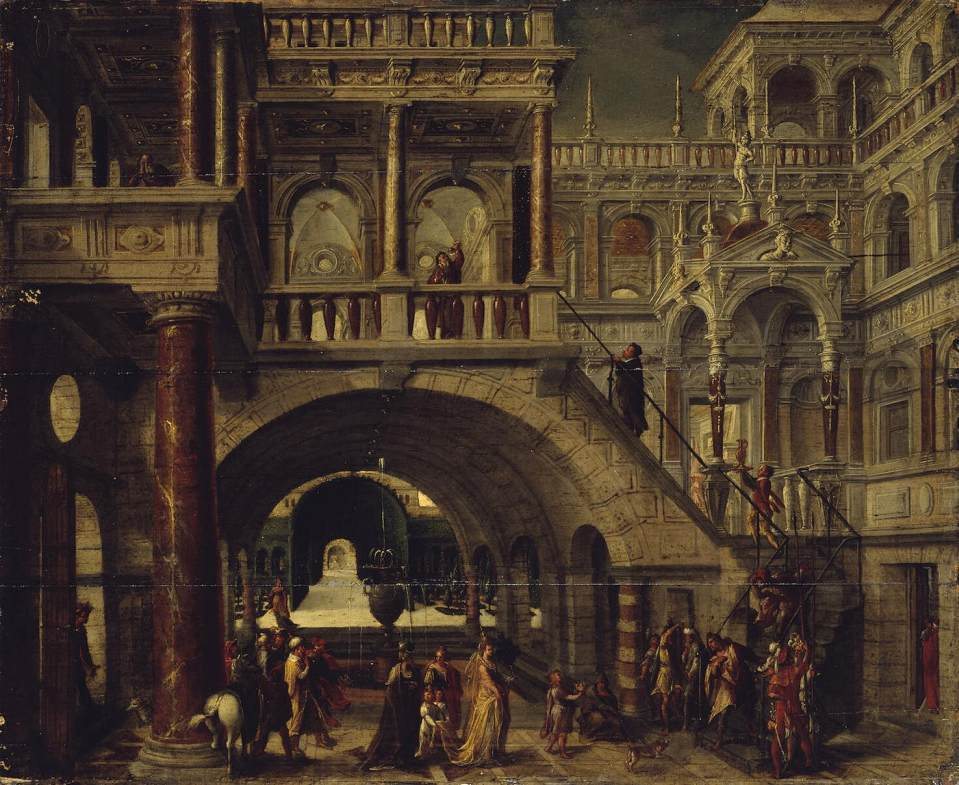
Архитектурный пейзаж с царём Соломоном и царицей Савской. Между 1542 и 1607. Дерево, масло. Государственный Эрмитаж, Санкт-Петербург
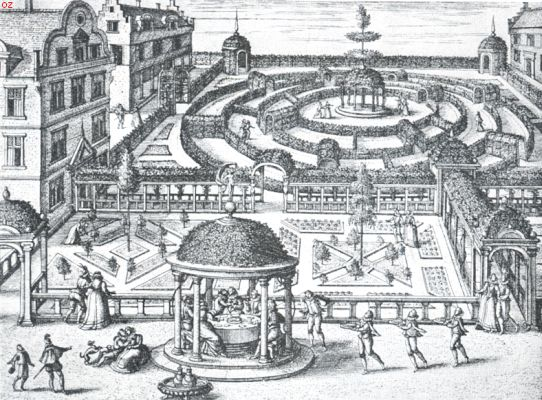
Проект сада с обедом. Несохранившаяся гравюра Питера IV ван де Борхта по рисунку де Вриса. 1583. Офорт
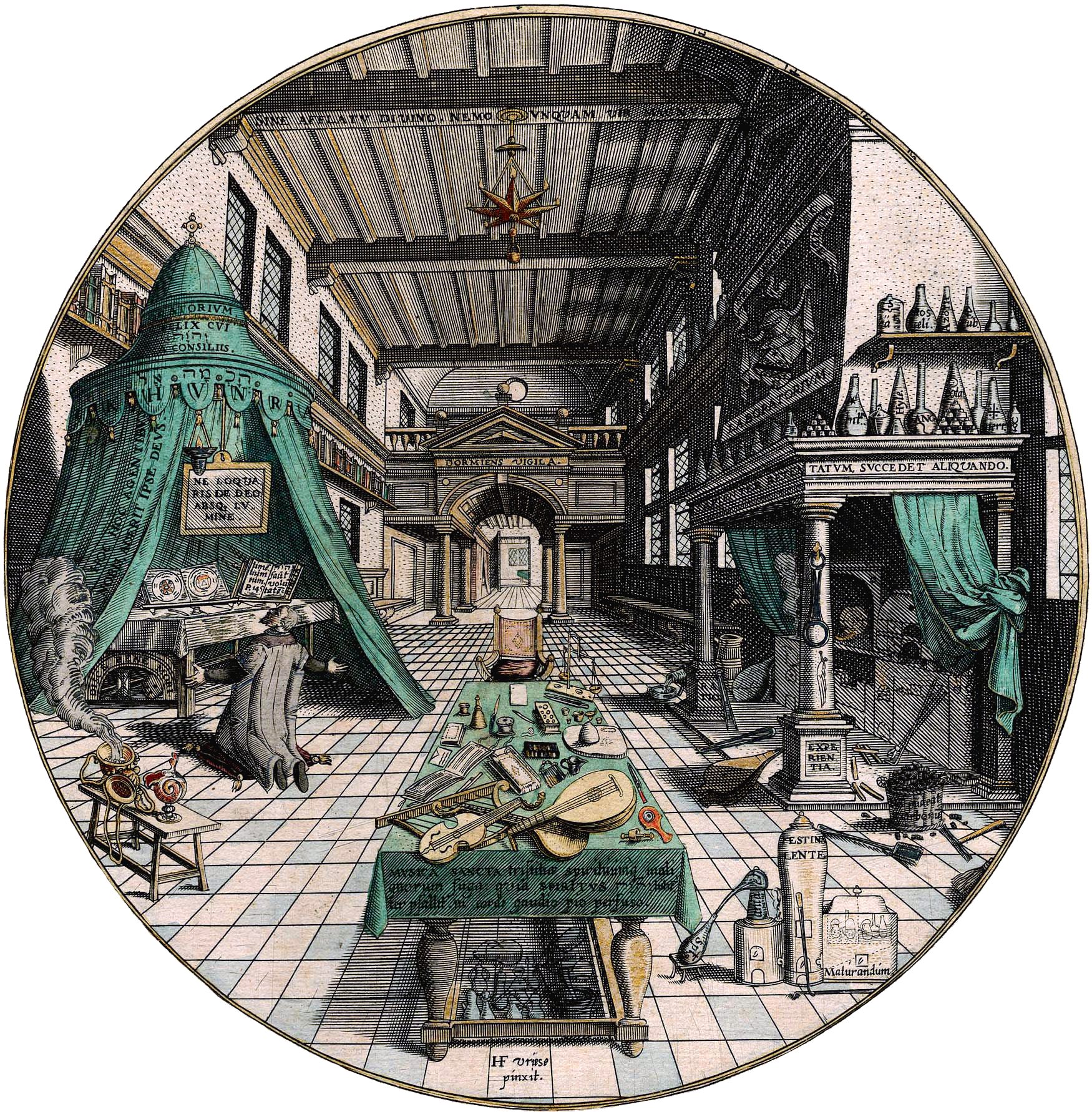
Лаборатория алхимика. Из книги Г. Кунрата «Amphitheatrum sapientiae aeternae». 1595. Раскрашенный офорт
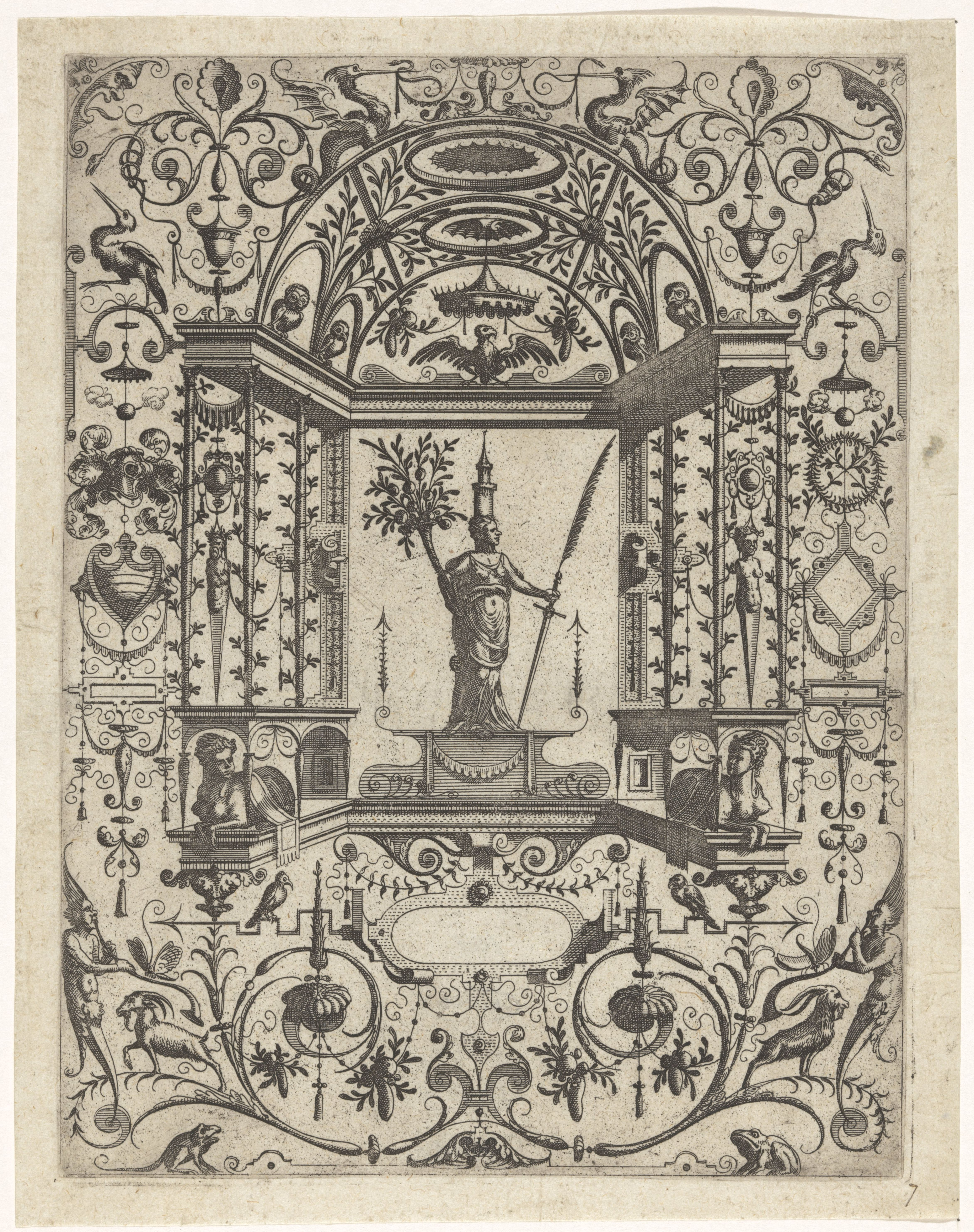
Архитектурная фантазия. Из серии «Гротески в различных манерах». 1565 – 1571. Офорт
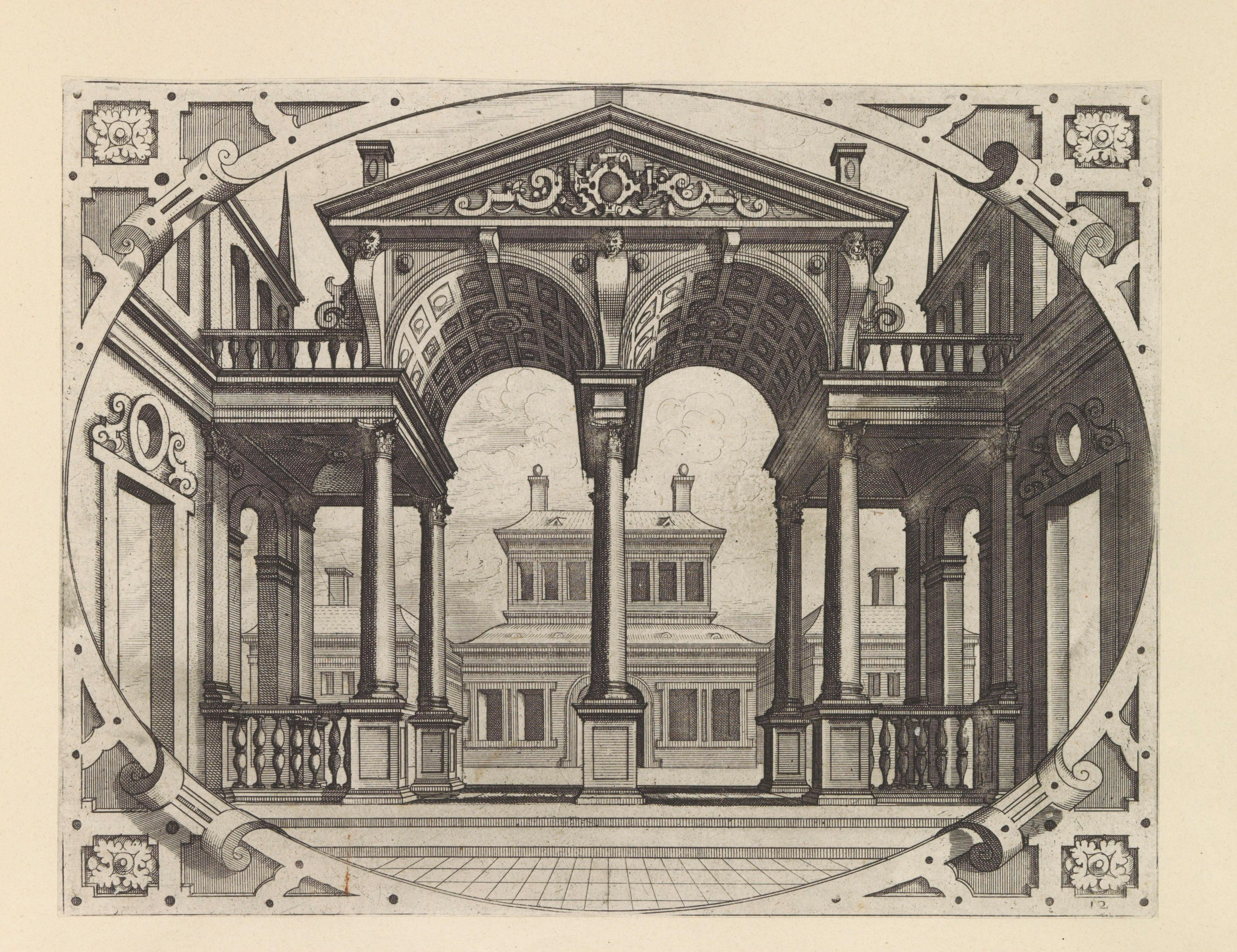
Двойной портик, увенчанный фронтоном. Из серии «Разные архитектурные формы». Ок. 1601. Офорт
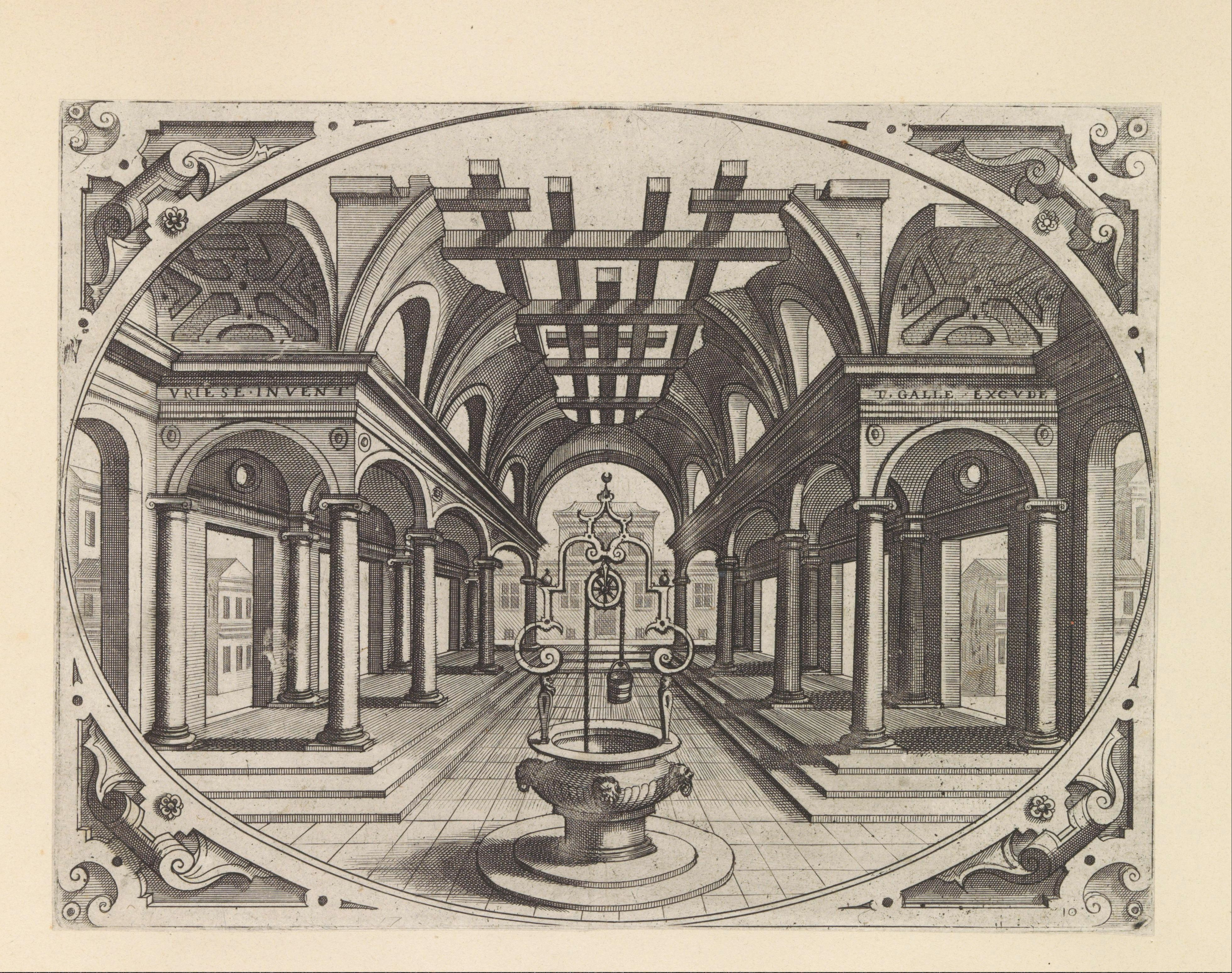
Колоннада с разрушенным сводом и колодцем. Из серии «Разные архитектурные формы». Ок. 1601. Офорт
Ганс и Поль Вредеман де Врис. Сад любви с галантными сценами и купающимися фигурами. Ок. 1596. Холст, масло. Музей истории искусств, Вена